# Họ Cá nục heo
Họ Cá nục heo (danh pháp khoa học: Coryphaenidae), là một họ nhỏ chứa 2 loài cá biển trong cùng một chi với danh pháp Coryphaena, theo truyền thống xếp trong bộ Cá vược (Perciformes), nhưng gần đây được cho là xếp trong bộ Cá khế (Carangiformes) của nhóm Carangimorphariae (= Carangimorpha).

## Các loài
- Coryphaena equiselis  Linnaeus, 1758: Cá nục heo
- Coryphaena hippurus  Linnaeus, 1758: Cá nục heo cờ

Cả hai loài cá này đều có đầu hơi tù và một vây lưng dài chạy dọc suốt chiều dài cơ thể. Phương ngữ Nam Bộ gọi là cá dũa.